# 西原 (柏市)
西原（にしはら）は、千葉県柏市の町名。現行行政地名は西原一丁目から西原七丁目。郵便番号277-0885。

## 地理
北はみどり台、流山市江戸川台東、東は流山市青田、駒木台、南は西柏台、西は流山市東初石に隣接する。みどり台とは区域北部の交差点でわずかに接するのみであり、西柏台とともに柏市の飛び地同様の地形となっている。

### 地価
住宅地の地価は、2014年（平成26年）1月1日の公示地価によれば、西原一丁目32-7の地点で11万1000円/m2となっている。

## 歴史

### 沿革
- 1989年（昭和64年）1月1日 柏市十余二より分離、住居表示実施。

## 世帯数と人口
2017年（平成29年）10月31日現在の世帯数と人口は以下の通りである。
| 丁目       | 世帯数    | 人口    |
| ---------- | --------- | ------- |
| 西原一丁目 | 891世帯   | 2,046人 |
| 西原二丁目 | 380世帯   | 809人   |
| 西原三丁目 | 576世帯   | 1,319人 |
| 西原四丁目 | 604世帯   | 1,431人 |
| 西原五丁目 | 694世帯   | 1,698人 |
| 西原六丁目 | 750世帯   | 1,779人 |
| 西原七丁目 | 301世帯   | 585人   |
| 計         | 4,196世帯 | 9,667人 |

## 小・中学校の学区
市立小・中学校に通う場合、学区は以下の通りとなる。
| 丁目       | 番地 | 小学校           | 中学校           |
| ---------- | ---- | ---------------- | ---------------- |
| 西原一丁目 | 全域 | 柏市立西原小学校 | 柏市立西原中学校 |
| 西原二丁目 | 全域 | 柏市立西原小学校 | 柏市立西原中学校 |
| 西原三丁目 | 全域 | 柏市立西原小学校 | 柏市立西原中学校 |
| 西原四丁目 | 全域 | 柏市立西原小学校 | 柏市立西原中学校 |
| 西原五丁目 | 全域 | 柏市立西原小学校 | 柏市立西原中学校 |
| 西原六丁目 | 全域 | 柏市立西原小学校 | 柏市立西原中学校 |
| 西原七丁目 | 全域 | 柏市立西原小学校 | 柏市立西原中学校 |

## 交通

### 鉄道
地内に鉄道は引かれていない。最寄駅は東武野田線（東武アーバンパークライン）初石駅および江戸川台駅である。南部は初石駅、北部は江戸川台駅から徒歩圏内にある。

### バス
つくばエクスプレス・東武野田線流山おおたかの森駅および、東武野田線江戸川台駅より、東武バスイーストの路線が運行されている。（西柏06系統）

### 道路
- 常磐自動車道 - 域内北部を通過するが、インターチェンジはない。
- 千葉県道47号守谷流山線

## 教育

### 中学校
- 柏市立西原中学校

### 小学校
- 柏市立西原小学校

### 幼児教育
- 西原保育園
- にしはら幼稚園

## 施設
- 柏市立図書館西原分館